# Жуков, Михаил Михайлович (действительный тайный советник)
Михаи́л Миха́йлович Жу́ков (8 (19) октября 1728—23 февраля (7 марта) 1803) — действительный тайный советник, сенатор.

## Биография
Родился 8 (19) октября 1728 года
Происходил из известного дворянского рода. Усадьба дворян Жуковых находилась в селе Левашове Ардатовского уезда Нижегородской губернии.
После окончания Артиллерийской школы в 1747 году был зачислен в артиллерию капралом и дослужился до чина подполковника. Выйдя в отставку в 1773 году он поступил на гражданскую службу — товарищем губернатора Смоленской губернии. Спустя два года был перемещён в Смоленское губернское правление советником, а ещё через два года назначен председателем Смоленской уголовной палаты. В том же 1777 году ему было поручено исправлять должность Смоленского вице-губернатора. В 1778 году он был произведён в статские советники.
С 1781 по 1784 годы М. М. Жуков исправлял должность астраханского губернатора. В 1782 году стал действительным статским советником.
Был назначен с 11 октября 1785 года правителем Кавказского наместничества, но в следующем году был уволен от всех дел. В 1787 году произведён в тайные советники и назначен к присутствованию в Правительствующем Сенате — сначала в 4-м департаменте, затем в 7-м и, наконец, в Межевом департаменте.
В 1796 году Жуков стал кавалером ордена Св. Александра Невского. Два года спустя он был уволен от службы с производством в действительные тайные советники в награду за 50-летнюю усердную службу. Принимал участие в работе Комиссии по разработке нового Уложения в 1767 году как делегат от ардатовского дворянства.
Умер 23 февраля (7 марта) 1803 года; похоронен на Лазаревском кладбище Александро-Невской лавры (Надгробный памятник со скульптурой плакальщицы на постаменте был поставлен женой 23 февраля 1813 года; возобновлён Василием Васильевичем Энгельгардтом 14 июля 1822 года).

## Семья
Был дважды женат: первая жена Е. Е. Озерова, вторая — Анна Васильевна Энгельгардт, племянница Г. А. Потёмкина. Дети:
- Василий (1764—1799) —  секретарь русского посольства в Лондоне[4];
- Варвара (1782—1807), фрейлина двора (1796), в первом браке (с 12 июля 1801)[5] за поручиком Семёновского полка Алексеем Шубиным, во втором — за Олениным.